# Kurt Trampedach
Kurt Trampedach (13. maj 1943 i Hillerød - 12. november 2013 i Sare, Pyrénées-Atlantiques, Nouvelle-Aquitaine, Frankrig) var en dansk billedkunstner. Fra 1979 boede Trampedach i Sare i den franske del af Baskerlandet på grænsen til Spanien, hvor han arbejdede i isolation.
I slutningen af 1960’erne fik Trampedach sit kunstneriske gennembrud, efter han i 1963 begyndte at studere på kunstakademiet. Trampedach er mest kendt for sine malerier og grafiske værker, men skulpturer var en væsentlig del af hans kunstneriske produktion. Trampedach arbejdede en del med selvportrætter. Desuden brugte han ofte kvinden, med sin kone som model, som motiv.
Trampedachs atelier brændte flere gange, og i 2005 blev en fransk-marokkaner dømt for ildspåsættelse af atelieret i Frankrig.
Kurt Trampedach døde i sit hjem i Sydfrankrig den 12. november 2013.

## Museer
Trampedachs kunst er repræsenteret bl.a. på
- Statens Museum for Kunst
- Fyns Kunstmuseum
- Kunstmuseet Trapholt, Kolding
- Nordjyllands Kunstmuseum
- Randers Kunstmuseum
- Skive Kunstmuseum
- Vejle Kunstmuseum
- ARoS Aarhus Kunstmuseum

## Portrætter
Trampedach har udført portrætter af bl.a. Prins Joachim og Prinsesse Alexandra (dobbeltportræt 1997), Peter Augustinus, Verner Dalskov, Povl Hjelt og Vincent Lind.